# 銀河系とアンドロメダ銀河の衝突合体

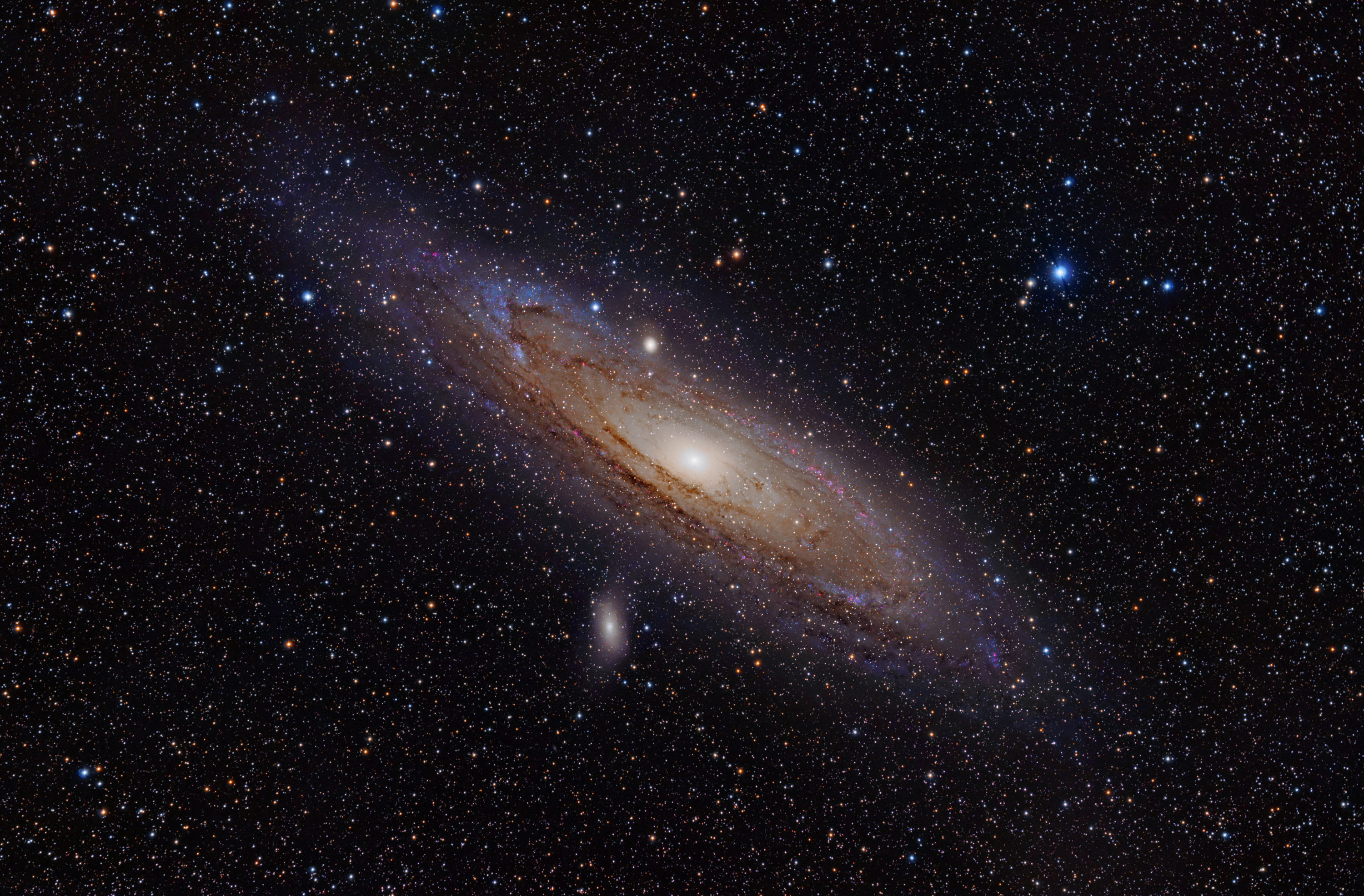
現在のアンドロメダ銀河

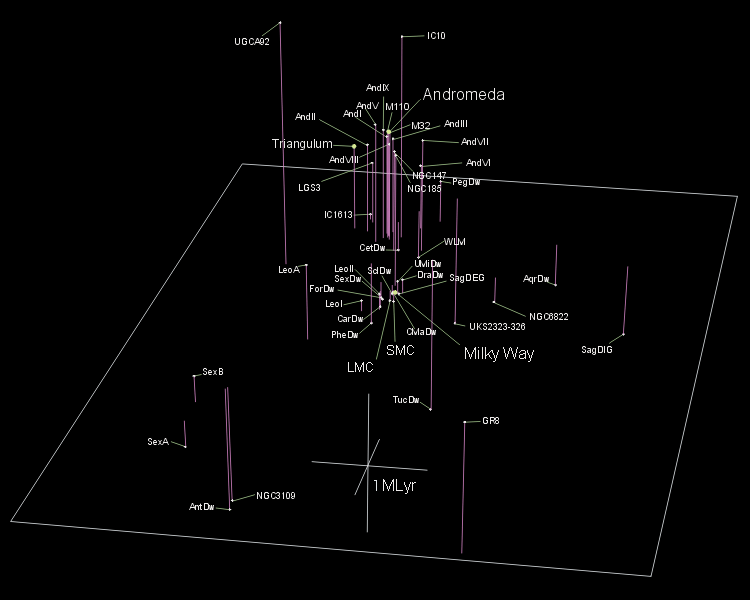
局部銀河群での銀河系とアンドロメダ銀河の位置

## アンドロメダ銀河との衝突
銀河系とアンドロメダ銀河の衝突合体は、約40億年以内に発生すると予測されている局所銀河群内の2つの大きな銀河同士の衝突である。

## 恒星の衝突
アンドロメダ銀河には、約1兆個の恒星が含まれ、銀河系（天の川銀河）には太陽を含む約3000億個の恒星が含まれるが、恒星同士の間の距離は非常に離れているため、恒星同士が衝突する確率は無視できるほど小さい。例えば、太陽に最も近い恒星であるプロキシマ・ケンタウリでさえ太陽半径の約3×107倍（4×1013km）も離れている。太陽を東京タワーに置かれたピンポン玉だとすると、プロキシマ・ケンタウリは釧路に置かれたエンドウ豆の大きさのボールに相当する（そして銀河系は、火星までの距離の約3分の1に当たる1.9×107kmの大きさである）。
恒星は、それぞれの銀河の重力中心近くではより密度が高く、平均の距離はわずか1.6×1011kmである。しかし、これでもまだ3.2kmおきにピンポン玉が置かれている程度の密度であり、恒星同士が衝突するという事態はほとんど起こりそうにない。

## 衝突の予測
2002年から2010年までハッブル宇宙望遠鏡でアンドロメダ銀河の動きを追跡した結果、2012年、科学者達は、衝突は決定的だとの結論に達した。このような銀河同士の衝突は比較的普通に起こることであり、例えばアンドロメダ銀河は過去に少なくとも1度、他の銀河と衝突したと考えられており、いて座矮小楕円銀河等のいくつかの矮小銀河は、現在銀河系に衝突し、飲み込まれつつある。
このような研究は、局所銀河群で3番目に大きく明るいさんかく座銀河もこの衝突融合に参加することを示唆している。その最も可能性の高い運命は、銀河系とアンドロメダ銀河の融合残骸の周りを公転するようになり、遠い将来に融合することだが、銀河系がアンドロメダ銀河と衝突する前にさんかく座銀河と衝突することや局所銀河群から弾き出される可能性も排除されない。

## 太陽系の運命
ハーバード・スミソニアン天体物理学センターの2人の科学者は、2つの銀河がいつ衝突するかは、アンドロメダ銀河の横軸速度に依存すると語る。現在の計算では、彼らは50%の確率で、太陽系は現在の位置と比べて銀河核からの距離が3倍程度の位置に移動し、12%の確率で太陽系は衝突のいずれかの時点で新しい銀河から弾き出されると予測している。このような時には、系に反作用は発生せず、太陽系に対する擾乱は発生しないと考えられている。
しかし、太陽は誕生した時から少しずつ膨張を続けており、光度も確実に強くなっていることから、将来的には地球の表面は液体の水が存在できないほど温度が高くなり、約14億年後には地球の生命は完全に絶滅すると考えられている。このため、2つの銀河が衝突する頃には、地球はすでに無人の惑星になっていると予想される。

## 衝突後の出来事
銀河系とアンドロメダ銀河の衝突により、クエーサーが形成されると考えられている。クエーサーがアンドロメダ銀河の中心にできれば地球からも見え、1万光年も離れているにもかかわらず、満月程度の明るさになる。降着円盤は見ることはできず、大気の変動のため、瞬きするように見える。しかし、クエーサーが銀河系の中心にできれば、地球と銀河核との間の塵のために見ることはできない。アンドロメダ銀河の中心にあるブラックホールは銀河系の中心にあるものよりも大きいため、アンドロメダ銀河の中心にできたクエーサーの方が明るくなる。
2つの渦巻銀河が衝突すると、ディスクに含まれる水素が圧縮され、触角銀河で見られるような強い星形成領域が形成される。銀河系とアンドロメダ銀河の衝突の場合、どちらの銀河のディスクにもガスがほとんど残らないと考えられ、そのため前述のようなスターバーストは、クエーサーを形成しうる程ではあるが、比較的弱いと考えられている。

## 融合残骸
シミュレーションによると、この銀河は巨大な楕円銀河のように見えるが、現在の楕円銀河より中央の恒星の密度が小さい。遠い将来には、局所銀河群内に残った銀河はこの銀河に融合し、我々の銀河群の最終的な進化形になると考えられている。